# Hôtel Suisse et Majestic

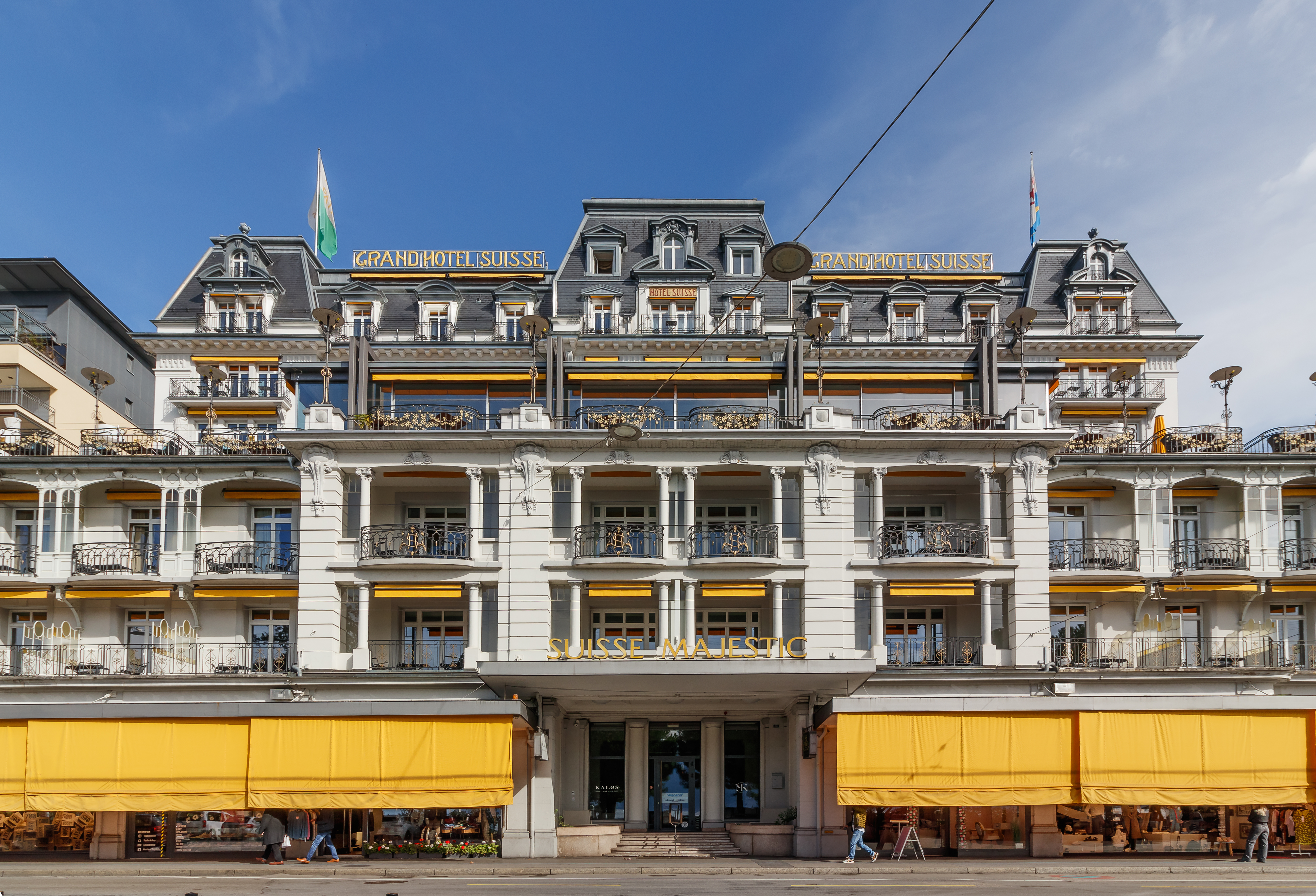
Seeseitige Fassade (2015)

Das Grand Hôtel Suisse Majestic, ehemals Hôtel Suisse et Majestic, ist ein Hotel in Montreux, Schweiz. Es liegt gegenüber dem Bahnhof an der «Avenue des Alpes» sowie oberhalb der Uferpromenade des Genfersees an der «Grand-Rue» und steht als Kulturgut von regionaler Bedeutung unter Denkmalschutz.

## Architektur und Denkmalschutz
Das 1870 eröffnete Hotel der «Belle Époque» wurde im Stil des Historismus errichtet. Das Gebäude ist im Schweizerischen Inventar der Kulturgüter von regionaler Bedeutung (Kategorie B) eingetragen.

## Belege
1. ↑  Kantonsliste A- und B-Objekte Kanton VD. Schweizerisches Kulturgüterschutzinventar mit Objekten von nationaler (A-Objekte) und regionaler (B-Objekte) Bedeutung. In: Bundesamt für Bevölkerungsschutz BABS – Fachbereich Kulturgüterschutz, 1. Januar 2024, S. 18,  abgerufen am 7. Juli 2024. (PDF; 390 kB, 18, Revision KGS-Inventar 2021 (Stand: 1. Januar 2023))., KGS-Nr.: 6265

Koordinaten: 46° 26′ 8,7″ N, 6° 54′ 35″ O; CH1903: 559349 / 142849